# Heterochroma
Heterochroma is een geslacht van vlinders van de familie Uilen (Noctuidae), uit de onderfamilie Hadeninae.

## Soorten
- H. albipuncta Jones, 1908
- H. amphion Druce, 1889
- H. atrisigna Dognin, 1910
- H. bellona Felder, 1874
- H. berylloides Hampson, 1908
- H. beryllus Guenée, 1852
- H. celestina Schaus, 1921
- H. chlorographa Hampson, 1908
- H. eriopioides Guenée, 1852
- H. exundata Schaus, 1911
- H. hadenoides Guenée, 1852
- H. hypatia Druce, 1889
- H. insignis Walker, 1857
- H. ligata Schaus, 1911
- H. lineata Druce, 1898
- H. luma Druce, 1887

- H. lyctorea Herrich-Schäffer, 1869
- H. rollia Schaus, 1921
- H. sarepta Druce, 1889
- H. singularis Butler, 1879
- H. thermeola Hampson, 1911
- H. thermida Hampson, 1908
- H. thermographa Hampson, 1910
- H. viridipicta Schaus, 1911